# Patagonia (företag)

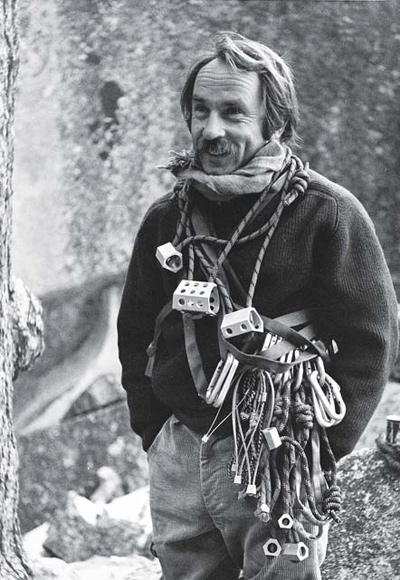
Yvon Chouinard 1972.

Patagonia, Inc. är ett amerikansk klädmärke med fokus på friluftsliv. Det grundades av Yvon Chouinard 9 maj 1973 och är baserat i Ventura i Kalifornien. Ryan Gellert är VD sedan 2020. Sedan 2022 ägs företaget av stiftelsen Patagonia Purpose Trust. 
Patagonia har hundratals butiker på 5 kontinenter, 10 länder och fabriker i 16 länder.

## Historik
Yvon Chouinard, en skicklig bergsklättrare, började sälja handsmidda bergsklättringsutrustning 1957 genom sitt företag Chouinard Equipment. Han arbetade ensam med att sälja sin utrustning fram till 1965, då han började samarbetade med Tom Frost för att förbättra sina produkter och ta itu med det växande utbud och efterfrågan han stod inför.
Great Pacific Iron Works, Patagonias första butik, öppnade 1973 i en tidigare köttförpackningsanläggning vid Santa Clara St. i Ventura, nära sitt företag Chouinards Equipment. 1981 inkorporerades Patagonia och Chouinard Equipment inom Great Pacific Iron Works. 1984 bytte Chouinard namnet på Great Pacific Iron Works, till Lost Arrow Corporation.
Patagonia har även utökat sin produktlinje till att omfatta kläder riktade mot andra sporter.
I september 2022 överförde Yvon Chouinard ägandet av Patagonia till Patagonia Purpose Trust, en stiftelse som övervakas av familjen Chouinard och rådgivare. Chouinards uttalade mål var att vinster skulle användas för att hantera klimatförändringar och skydda mark. Flytten gör det möjligt för Chouinard att undvika skatt genom att skänka sina aktier till ett ideellt holdingbolag, samtidigt som kontrollen över företaget behålls.